# Дијастема (стоматологија)
Дијастема представља слободан простор (размак) између суседних зуба и најчешће се јавља између горњих или доњих централних секутића (тзв. дијастема медијана). Обично се говори о дијастеми у сталној дентицији (стални зуби), мада се често запажа код млечне дентиције и то је добар прогностички знак да ће се стални зуби правилно сместити у зубни низ.
По облику дијастема може бити паралелна, дивергентна и ковергентна. У време ницања сталних зуба она представља нормалну и привремену појаву и код највећег броја случајева се затвара ницањем сталних бочних секутића и очњака.
У етиолошке фактере овог поремећаја спадају: генетика, расна припадност, фиброзни лабијални френулум, прекобројни зуби, потпуни недостатак заметка једног или оба бочна секутића, фузија (спајање) зуба, лоше навике, макроглосија (велики језик), повреде, цисте у пределу секутића итд.
Иако дијастема спада у поремећаје који се изучавају у ортодонцији (у оквиру малоклузија - растреситост горњег зубног низа), она представља пре свега естетски а не здравствени проблем.